# Hyalinobatrachium dianae
Hyalinobatrachium dianae is een kikker uit de familie glaskikkers (Centrolenidae).

## Naamgeving
De soort werd voor het eerst wetenschappelijk beschreven door Brian Kubicki, Stanley Salazar en Robert Puschendorf in 2015. In veel literatuur wordt de soort daarom nog niet vermeld. De leider van het onderzoeksteam, Brian Kubicki, noemde de soort naar zijn moeder Janet Diane Kubicki vanwege de steun die zij hem gaf voor zijn wetenschappelijk onderzoek. De kikker heeft nog geen Nederlandstalige naam. De officiële Engelstalige naam is 'Diane's bare-hearted glassfrog', wat vertaald kan worden als Diane's naakte hart kikker. Dat laatste slaat op het doorzichtige vlies om het hart, zodat het hart vanaf de onderzijde dwars door de huid is te zien.

## Uiterlijke kenmerken
De kop is breed, de kikker heeft een stompe snuit. De grote, vooraan de kop geplaatste ogen zijn wit van kleur en hebben een zwarte horizontale spleetpupil. Het buikvlies (peritoneum) en het vlies om het hart (epicardium ) zijn doorzichtig. De huid van de bovenzijde draagt kleine uitsteekseltjes. Met name door de vorm van de kop met grote, witte ogen, wordt in de media veelvuldig gewezen op de uiterlijke gelijkenis met Kermit de Kikker, een van de bekendste personages uit de The Muppet Show.

## Algemeen
Hyalinobatrachium dianae leeft in delen van Midden-Amerika en komt endemisch voor in Costa Rica. Het is een bewoner van tropische bossen en de lager gelegen delen van bergbossen op een hoogte van 400 tot 800 meter boven zeeniveau.
De lokroep van het mannetje duurt 0,4 tot 0,55 seconden en meestal wordt een frequentie tussen de 3,35 en 3,44 kilohertz gebruikt. De lokroep is eenvoudig en bestaat uit een enkel fluit-achtig geluid dat metalig klinkt. De roep lijkt meer op die van een insect dan die van een kikker en dit heeft er waarschijnlijk aan bijgedragen dat het zo lang geduurd heeft voor de kikker werd ontdekt.